# アストリア (重巡洋艦)
アストリア (USS Astoria, CA-34) は、アメリカ海軍の重巡洋艦。ニューオーリンズ級重巡洋艦の2番艦。艦名はオレゴン州アストリアに因む。その名を持つ艦としては2隻目。ニューオーリンズ級重巡は、もともとはアストリアがネームシップとなる予定だった。しかし、アストリアの竣工が姉妹艦「ニューオーリンズ (USS New Orleans, CA-32) 」より遅れたため、ネームシップの座を譲らざるを得なかった。

## 概要
1934年4月末に就役した。1939年4月、アメリカで客死した駐米大使・斎藤博の遺骨を日本に送り届けた。当時の艦長はリッチモンド・K・ターナー大佐であった。
太平洋戦争緒戦では空母「レキシントン」や「ヨークタウン」と行動を共にし、機動部隊として1942年3月のラエ・サラモア空襲や珊瑚海海戦に参加した。6月上旬のミッドウェー海戦で「ヨークタウン」が航行不能になると、フレッチャー提督はアストリアに移乗した。8月上旬のガダルカナル島攻防戦では、ウォッチタワー作戦にともないアメリカ海兵隊輸送船団を護衛してガダルカナル島に進出する。8月9日未明の第一次ソロモン海戦で、突入してきた三川艦隊の重巡洋艦と交戦する。
被弾して炎上したアストリアは、アイアンボトム・サウンドで沈没した。

## 艦歴

### 大戦前
ロンドン海軍軍縮条約の規定内で、ワシントン州ブレマートンのピュージェット・サウンド海軍造船所で建造。1930年（昭和5年）9月1日、起工する。1931年（昭和6年）7月1日に CL-34 （軽巡洋艦）から CA-34 （重巡洋艦）に艦種変更された。
1933年（昭和8年）12月16日、レイラ・C・マッカイ（オレゴン州アストリアを創立したジョン・ジェイコブ・アスター遠征隊のメンバーであるアレクサンダー・マッカイの子孫）によって命名・進水した。アメリカ合衆国の禁酒法撤廃後、進水式に本物のシャンパンを使用した最初の軍艦であるという。
1934年（昭和9年）4月28日に艦長エドマンド・S・ルート大佐の指揮下就役した。
1934年の夏にアストリアは南太平洋で長距離整調巡航を行う。ハワイ諸島に加え、サモア、フィジー、オーストラリアのシドニー、ニューカレドニアのヌメアを訪問し、1934年9月26日にサンフランシスコに帰還した。
1934年秋から1937年2月までの間にアストリアは偵察部隊の第7巡洋艦分艦隊の一部としてカリフォルニア州サンペドロを拠点として作戦活動に従事した。1937年2月に第6巡洋艦分艦隊に配属され、活動を継続する。両艦隊での活動の間、アストリアは平時の通常任務を行った。この頃、後に大将に昇進するリッチモンド・K・ターナー大佐が、昇進目当てで航海局への手紙作戦の末、アストリア艦長に就任した。

### 斎藤大使遺骨の礼送
1939年初め、アストリアは第20次フリート・プロブレムに参加するために西インド諸島に向かった。演習終了後、アストリアはクレブラ島を艦隊とともに出港し、3月3日にチェサピーク湾に到着した。ノーフォークで燃料を補給した後、アストリアはアナポリスに入港した。

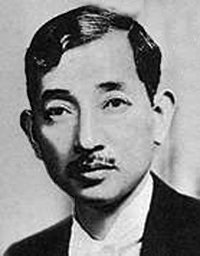
斎藤博

これより先の2月26日、日本の前駐米大使・斎藤博が結核でワシントンで死去した。1925年に当時の駐日アメリカ大使エドガー・バンクロフトが日本で客死した際、軽巡洋艦「多摩」で遺体を礼送した返礼として、アメリカ側はパナイ号事件の火消しにも奔走した斎藤の遺骨を軍艦で礼送することとなった。
アストリアが選ばれた事に、ターナー艦長は「この上もない名誉である」と語った。斎藤の遺骨はワシントンD.C.の日本大使館付二等書記官・北沢直吉に護られてアストリアに乗せられ、同艦は3月18日にアナポリスを出港した。
3月22日、パナマ運河に到着。24日に運河を通過する頃、アストリアは「在パナマ日本人団より「故斎藤大使の遺骨に対し哀悼の意を捧げます」というメッセージを受け取った。4月4日にハワイに到着し、その同じ日には斎藤未亡人と2人の娘が貨客船「龍田丸」（日本郵船、16,955トン）でホノルルに到着した。同港停泊中の日本海軍の特務艦「石廊」は半旗を掲げてアストリアを出迎え、朝倉豊次艦長がアストリアを表敬訪問した。また斎藤大使未亡人と二人の娘もアストリアを訪問した。
6日、アストリアは先に出港した「龍田丸」に続いてホノルルを出港し（同船は13日横浜着）、日本に向かった。
4月11日、「鎌倉丸」と太平洋上ですれ違う。
4月17日、駆逐艦3隻（「響」「狭霧」「暁」）に先導され、出迎えの軽巡洋艦「木曾」（艦長八木秀綱大佐）と21発の礼砲をかわし、星条旗と日章旗を半旗に掲げて横浜港に入港した。午後、斎藤の骨壺の引渡し式が行われた。斎藤の葬儀は4月18日に築地本願寺に於て行われた。
日本人はアストリア乗組員に対し好意を露わにし、日本側は記録映画を撮影するなど、最大限のもてなしを行った。
ターナー艦長やアストリア乗組員は木炭バスで東京見物の傍ら、靖国神社に参拝した。またターナー艦長は海軍省を訪問し、米内光政海軍大臣、山本五十六海軍次官、古賀峯一軍令部次長と対談した。
4月21日、ターナー艦長や乗組員約500名は野毛山公園で歓迎会に参加し、模擬店の「ビール、スシ、天ぷら」を味わった。
22日、海軍省の招待でターナー艦長と下士官兵が松竹大船撮影所および鎌倉や箱根を見物、外務省の招待で別の乗組員一行が日光を見物した。
4月22日と23日にかけて、静岡県下田町で開催された黒船祭にアストリア乗組員80名が特別参加した。開国当初の黒船来航時、アメリカ総領事館が置かれた町内柿崎の玉泉寺において、同寺に埋葬されているペリー艦隊の乗組員の墓前祭に参列した記録がある。
4月24日、リッチモンド・K・ターナー大佐（アストリア艦長）とポール・シーマー・シース中佐（アストリア副長）は駐日アメリカ大使ジョセフ・グルー等と共に昭和天皇に謁見する。
25日、アストリア艦上で有田外相などを招き、晩餐会が開かれた。
駐日アメリカ大使館付け海軍武官ハロルド・M・ビームスは後に、「ターナー艦長がアメリカ側の最大限の誠意の表れとしてこの大任を果たしたことは、最も晴れがましいことだ」と回想した。後刻、斎藤夫人と娘からアメリカ側に石塔が贈られ、その塔はアナポリスの海軍兵学校構内、ルース・ホールの正面に現存している。
アストリアは4月26日に上海に向けて横浜港を出発し、29日に到着。
5月1日まで滞在し、その間にアジア艦隊司令長官ハリー・E・ヤーネル大将の訪問を受けた。アストリアは香港、フィリピンを経て5月21日朝にグアムに到着。同地でアストリアは、掃海艇「ペンギン (USS Penguin, AM-33) 」および雑役艦「ロバート・L・バーンズ (USS Robert L. Barnes, AG-27) 」とともに座礁した陸軍輸送船「U. S. グラント」の救助にあたった。作業後、アストリアはサンフランシスコからジャンク「シードラゴン」で太平洋を横断し香港に向かっている途中で消息を絶った冒険家リチャード・ハルバートンの捜索に参加し、およそ42万平方キロメートルの範囲を捜索したがハルバートンを発見することはできず、捜索は5月29日に打ち切られた。6月、アストリアはサンペドロに戻った。

### 真珠湾攻撃まで
10月、アストリアの母港はサンペドロから真珠湾に移った。1940年春、アストリアは第21次フリート・プロブレムに参加してハワイ水域で訓練を行った。1941年4月2日、アストリアは真珠湾を出港し、4月8日にロングビーチに到着後、13日にメア・アイランド海軍造船所に入渠して28mm対空機銃とレーダーを装備した。アストリアは7月11日に出渠し、ロングビーチ、サンペドロを経て7月24日に真珠湾に向けて出港した。
7月31日に真珠湾に戻ったアストリアは、9月前半までオアフ島とミッドウェー島との間で哨戒を行った。その後、太平洋に出没するナチス・ドイツの仮装巡洋艦に備えてグアムおよびフィリピン行きのアメリカ船舶に護衛がつくこととなった。アストリアは輸送船「ヘンダーソン (USS Henderson, AP-1) 」を護衛し、グアムとマニラに寄港した後、10月29日に真珠湾に帰投する。アストリアは局地的な哨戒任務に戻り、事が平和なまま5週間が過ぎ去った。

### 太平洋戦争
この頃、太平洋艦隊司令長官ハズバンド・キンメル大将は、険悪になっていく日米情勢に呼応し、ミッドウェー島とウェーク島に海兵隊の飛行機を増援として輸送することとした。アストリアは12月5日に空母「レキシントン (USS Lexington, CV-2) 」を旗艦とする第12任務部隊（ジョン・H・ニュートン少将、旗艦「シカゴ」）や重巡「ポートランド (USS Portland, CA-33) 」とともに出港し、ミッドウェー島に18機のSB2U ビンディケーターと第231海兵飛行群の要員を輸送することになった。
12月7日（日本時間12月8日）の真珠湾攻撃当日、アストリアの属する第12任務部隊はハワイの西方1,100キロの地点にあり、既述のように航空機輸送任務のためミッドウェー島に向かっている途中だった。ウィルソン・ブラウン中将の旗艦「インディアナポリス（USS Indianapolis, CA-35）」もジョンストン島での演習を終えた帰り道だったので、第12任務部隊に合流した。第12任務部隊はオアフ島・ジョンストン島・パルミラ環礁を結ぶ三角形内で敵の捜索を開始した。南雲機動部隊と遭遇する機会はなく、13日（日本時間14日）に真珠湾へ戻った。
太平洋艦隊司令長官代理のウィリアム・パイ中将は、日本軍の攻勢に晒されているウェーク島の海兵隊を救援するため、空母機動部隊を派遣することにした。折しもアメリカ西海岸サンディエゴからやってきた空母「サラトガ（USS Saratoga, CV-3）」が、真珠湾に到着した。「サラトガ」はウェーク島配備予定のF2A バッファロー18機と、海兵221飛行中隊を運んできた。「サラトガ」の到着により、空母3隻（「エンタープライズ」「レキシントン」「サラトガ」）がハワイ周辺に集結した。この空母3隻を主軸とする3つの任務部隊のほかに、給油艦「ナチェス (USS Neches, AO–5) 」および水上機母艦「タンジール (USS Tangier, AV-8) 」も加わり、各部隊はウェーク島救援を目指した。だが22日をもって、パイ中将は各任務部隊に対し作戦中止を命じた。翌12月23日にウェーク島の海兵隊は日本軍に降伏し、空母機動部隊は救援に失敗した。
12月29日、アストリアは真珠湾に帰投したが、その際アストリアに40名の船客が乗ってきた。彼らは戦艦「カリフォルニア (USS California, BB-44) 」の乗組員で、真珠湾攻撃で「カリフォルニア」が着底した際の、マーティン・W・ベンダー一等整備兵曹を含む生存者だった。アストリアは空母「サラトガ」を中核とする任務部隊に合流し、12月31日に真珠湾を出港した。1942年1月11日（日本時間1月12日午後2時40分）、日本の潜水艦「伊6」の雷撃により「サラトガ」が損傷したため、アストリアは僚艦とともに「サラトガ」を護衛して引き返した。「サラトガ」は約5ヶ月間も戦線を離脱した。
第11任務部隊は空母「レキシントン」を中枢に据え、重巡「アストリア」「シカゴ (USS Chicago, CA-29) 」「ミネアポリス (USS Minneapolis, CA-36) 」および9隻の駆逐艦とともにキングマン・リーフとキリスィマスィ島の間を哨戒する予定だった。しかし、1月21日午後に計画が改められ、ウィリアム・ハルゼー中将（旗艦「エンタープライズ」）が企図するマーシャル諸島への一撃に呼応してウェーク島を攻撃することとなった。第11任務部隊は給油艦「ナチェス」を加えて23日に真珠湾を出撃した。しかし、出撃直後に「ナチェス」が潜水艦「伊72」に撃沈される。燃料不足が懸念されたことと代わりのタンカーがいなかったこともあって、第11任務部隊のウェーク島への奇襲作戦は中止された。1月24日、第11任務部隊は真珠湾に帰投した。

### 南西太平洋での戦い
2月16日（日本時間2月17日）、アストリアは空母「ヨークタウン (USS Yorktown, CV-5) 」を基幹とする第17任務部隊（フランク・J・フレッチャー少将）に参加し、初めはカントン島方面に向かった。ところがニューブリテン島ラバウル攻撃に向かったブラウン中将の第11任務部隊が、ラバウルから飛来した日本海軍の一式陸上攻撃機と交戦する。被害はなかったものの奇襲の効果が失われ、燃料が乏しくなって空襲が中止された（ニューギニア沖海戦）。ブラウン中将の増援要請を受け入れたニミッツ提督は、第17任務部隊を第11任務部隊の応援にまわした。両任務部隊は3月6日にニューヘブリディーズ諸島近海で合流した。
空母2隻（「レキシントン」「ヨークタウン」）を基幹とする任務部隊は、ラバウル攻撃を企図していた。珊瑚海を西進中の3月8日、ポートモレスビー攻略の前段階として日本軍がニューギニア島のラエとサラモアに上陸した。空母機動部隊は、攻撃目標をラエとサラモアに切り替えた。奇襲作戦中、重巡「アストリア」「ルイビル」「シカゴ」「オーストラリア (HMAS Australia, D84) 」および駆逐艦「アンダーソン」「ハムマン」「ヒューズ (USS Hughes, DD-410) 」とともに豪州海軍のジョン・G・クレース少将（旗艦「オーストラリア」）の指揮下に入り、ルイジアード諸島ロッセル島近海で空母部隊の間接護衛にあたる一方で、ヌメアからポートモレスビーに向かう陸軍部隊を援護した。
3月10日、「レキシントン」「ヨークタウン」は攻撃隊を発進させ、またアメリカ陸軍のB-17も出撃した。104機の艦載機による南からのオーエンスタンレー山脈を越えた攻撃は奇襲となったが、期待されたほどの戦果ではなかった。それでも第六水雷戦隊（旗艦「夕張」）が護衛する日本軍諸艦船に大きな損害を与えた。この攻撃により日本軍のポートモレスビー攻略作戦に狂いが生じた。作戦を担当する南洋部隊（第四艦隊司令長官・井上成美中将）は、連合艦隊に大型空母「加賀」の派遣を要望する。交渉と調整の結果、ポートモレスビー攻略作戦ＭＯ作戦に軽空母「祥鳳」と第五航空戦隊（司令官・原忠一少将：「瑞鶴」「翔鶴」）が参加することになった。

### 珊瑚海海戦
3月14日、アストリアは第17任務部隊に再合流した。16日、空母「レキシントン」と随伴艦は真珠湾に帰投した。空母「ヨークタウン」と護衛部隊は、3月の残りの期間を珊瑚海で哨戒に費やした。フレッチャー少将の命により、アストリアは重巡「ポートランド (USS Portland, CA-33) 」、駆逐艦「ヒューズ」および「ウォーク」とともに給糧艦「ブリッジ (USS Bridge, AF-1) 」のいるヌメアに向かい、4月1日に到着した。翌日出撃し、珊瑚海の第17任務部隊に合流。2週間余りの哨戒の後、4月20日から27日までトンガタプ島に滞在した。
この頃、アメリカ軍は暗号解読により日本軍によるポートモレスビー占領作戦（ＭＯ作戦）を察知した。太平洋艦隊司令長官チェスター・ニミッツ大将は日本軍のＭＯ作戦を粉砕するために動き出す。「レキシントン」を中核とする第11任務部隊の新司令官にオーブリー・フィッチ少将を任命し、空母「ヨークタウン」と合同して珊瑚海に向かうよう命じた。
アストリアは4月27日に第17任務部隊とともに出撃し、5月1日に2つの任務部隊は合流した。先任のフレッチャー少将が両方の任務部隊を指揮する。5月3日、フレッチャー少将は日本軍がツラギ島を占領したとの報に接した。フレッチャー少将は同地に艦上機による空襲を実施する。同時に「ヨークタウン」の直衛にあたっていたアストリアと重巡「チェスター (USS Chester, CA-27) 」をツラギ島に送り込んで、動けなくなった艦船を片付ける腹であったが異議が出て、最終的には空襲のみが行われた。ヨークタウン攻撃隊の戦果は期待はずれだったが、それでも駆逐艦「菊月」や特設艦艇3隻を撃沈し、敷設艦「沖島」や駆逐艦「夕月」等に小被害を与えた。
5月6日、ポートモレスビーへ進撃する日本軍輸送船団を撃滅するため、フレッチャー提督は指揮下戦力から第17任務部隊第3群を編成した。
また給油艦「ネオショー (USS Neosho, AO-23) 」と駆逐艦「シムス (USS Sims, DD-409) 」を南方に避退させた。5月7日朝、フレッチャー提督はクレース隊を分離し、日本軍輸送船団にむけ進撃させた。続いて錯誤と幸運の末に第17任務部隊攻撃隊がＭＯ主隊の6隻を捕捉し、軽空母「祥鳳」を撃沈した。一方、日本側の飛行機もを「ネオショー」を空母と誤認して攻撃し、護衛の「シムス」と共に撃沈した。五航戦攻撃隊の薄暮攻撃を撃退したあと、第17任務部隊は夜戦を検討したが、実施されなかった。
5月8日朝、日米双方の機動部隊は攻撃隊を発進させた。巡洋艦（「アストリア」「ポートランド」「ミネアポリス」「ニューオーリンズ」「チェスター」）は敵襲に備えて対空陣形を取り、攻撃隊はＭＯ機動部隊を捜し求めた。11時ごろ、第17任務部隊に五航戦（「瑞鶴」「翔鶴）」から飛来した69機の攻撃隊が襲いかかり、これと同時に第17任務部隊の攻撃隊もＭＯ機動部隊を発見し、米空母2隻の攻撃隊は「翔鶴」に爆弾と魚雷多数を命中させて「撃沈」したと錯覚した。
一方の連合軍機動部隊も五航戦攻撃隊の空襲を受けようとしていた。ヨークタウン部隊とレキシントン部隊の距離はおおよそ9.7キロから13キロ離れており、これは海戦終了まで変わらなかった。アストリアのチョーンシー・R・クルッチャー艦長は「短くも激しい対空砲火を撃ち上げた」と回想したように、アストリアは「レキシントン」上空に猛烈な対空弾幕を張り、任務部隊が分離すると「ヨークタウン」の防衛に回った。アストリアの射手は一連の攻撃を「始まったかと思えば、すぐに終わった」と振り返り、少なくとも4機の日本機を撃墜したであろうと主張した。
だが「レキシントン」に爆弾2発と魚雷2本が命中し、「ヨークタウン」に爆弾1発が命中した。「レキシントン」は沈没を免れるかに見えたが、やがて激しい爆発を起こし、消火しきれないほど炎上した。16時30分までに航行不能となり、フィッチ少将とフレデリック・C・シャーマン大佐（レキシントン艦長）は総員退艦を令した。その後「レキシントン」は駆逐艦「フェルプス (USS Phelps, DD-360) 」の魚雷により処分された。第17任務部隊は「レキシントン」を失い、「ヨークタウン」も損傷したが、日本軍のポートモレスビー侵攻を断念させた。珊瑚海海戦は、連合軍側の戦略的勝利で終わった。
重巡「アストリア」「ミネアポリス」「ニューオーリンズ (USS New Orleans, CA-32) 」、駆逐艦「アンダーソン」「ハムマン」「モリス (USS Morris, DD-417) 」および「ラッセル (USS Russell, DD-414) 」はヌメアに向かった。5月12日に到着。翌13日、アストリアと僚艦はヌメアを出港してトンガタプ島を経由し、5月27日に真珠湾に帰投した。

### ミッドウェー海戦
重巡洋艦群は遅くとも5月30日まで真珠湾で整備を行い、突貫工事で修理を終えた空母「ヨークタウン」とともに、ミッドウェー島に接近する日本艦隊に打撃を与えるべく出撃した。第17任務部隊は、空母ヨークタウン、重巡2隻（「アストリア」「ポートランド」）、駆逐艦部隊であった。先任のフレッチャー少将（旗艦「ヨークタウン」）が、レイモンド・スプルーアンス少将の空母2隻（「エンタープライズ」「ホーネット」）を併せて指揮することになった。連合軍時間6月3日（日本時間6月4日）の時点で、哨戒機は日本の輸送船団、掃海艇および2隻の水上機母艦、そして第一航空艦隊司令長官・南雲忠一中将率いる機動部隊を発見した。連合軍時間6月4日（日本時間6月5日）、ヨークタウンは攻撃隊を発進させ、アストリアは予想される日本機の攻撃に備えた。米空母3隻の攻撃隊は、南雲機動部隊の主力空母3隻（「赤城」「加賀」「蒼龍」）に致命傷を与えた。
やがて第17任務部隊（空母「ヨークタウン」、重巡「アストリア」「ポートランド」、駆逐艦部隊）に、第二航空戦隊司令官・山口多聞少将が指揮する空母「飛龍」を発進した攻撃隊が襲いかかってきた。零戦4機と九九式艦爆18機を、各空母から集まってきたF4F ワイルドキャットが邀撃した。F4Fは艦爆10機と零戦3機を撃墜した。残る艦爆8機のうち、2機を空母と護衛艦艇の対空砲火で撃墜した。しかし、残りの艦爆6機が「ヨークタウン」に対して投弾する。アストリアは投弾後の艦爆1機を撃墜した。爆弾3発が「ヨークタウン」に命中し、激しく炎上した。フレッチャー少将は軽傷を負った。アメリカ側は飛龍第一次攻撃隊を全滅させたと思っていたが、実際の損害は零戦3と艦爆13であった。
フレッチャー少将は0時30分に自身・幕僚および将旗を「ヨークタウン」からアストリアに移すことを決意し、ボートを派遣するよう命じた。午後1時30分、フレッチャー少将はアストリアに将旗を掲げた。また「ポートランド」に「ヨークタウン」曳航を命じた。「ヨークタウン￥の被害対策班の働きにより、13時40分までには「ヨークタウン」は応急修理を終え、航行可能になった。しかし、程なくして友永丈市大尉率いる10機の九七式艦攻と、護衛の6機の零戦、すなわち飛龍第二次攻撃隊がやってきた。
第16任務部隊から重巡2隻（「ヴィンセンス」「ペンサコーラ」）と駆逐艦2隻（「ベンハム」「バルチ」）が応援のため合流し、戦闘機隊も加わった。アストリアは海中に向けて砲火を撃ち込み、水柱の壁を作って雷撃を阻止しようとした。にもかかわらず、九七式艦攻のうちの2機が「ヨークタウン」に魚雷を命中させ、「ヨークタウン」は航行不能になった。
フレッチャー提督はスプルーアンス提督に航空戦の指揮を委ねる。「ヨークタウン」は放棄されることとなり、随伴の巡洋艦や駆逐艦は「ヨークタウン」の乗組員を救助した。その後、アストリアは僚艦と共に東方へ移動を開始した。
アストリアは第17任務部隊の旗艦としてミッドウェー島北方を行動し、6月8日正午に空母「サラトガ」を中核とする第11任務部隊と合流した。
フレッチャー少将はサラトガに将旗を移した。アストリアはサラトガの随伴艦となった。6月13日、アメリカ軍部隊は真珠湾に帰投した。アストリアはしばらくの間、修理と訓練を行った。

### 第一次ソロモン海戦

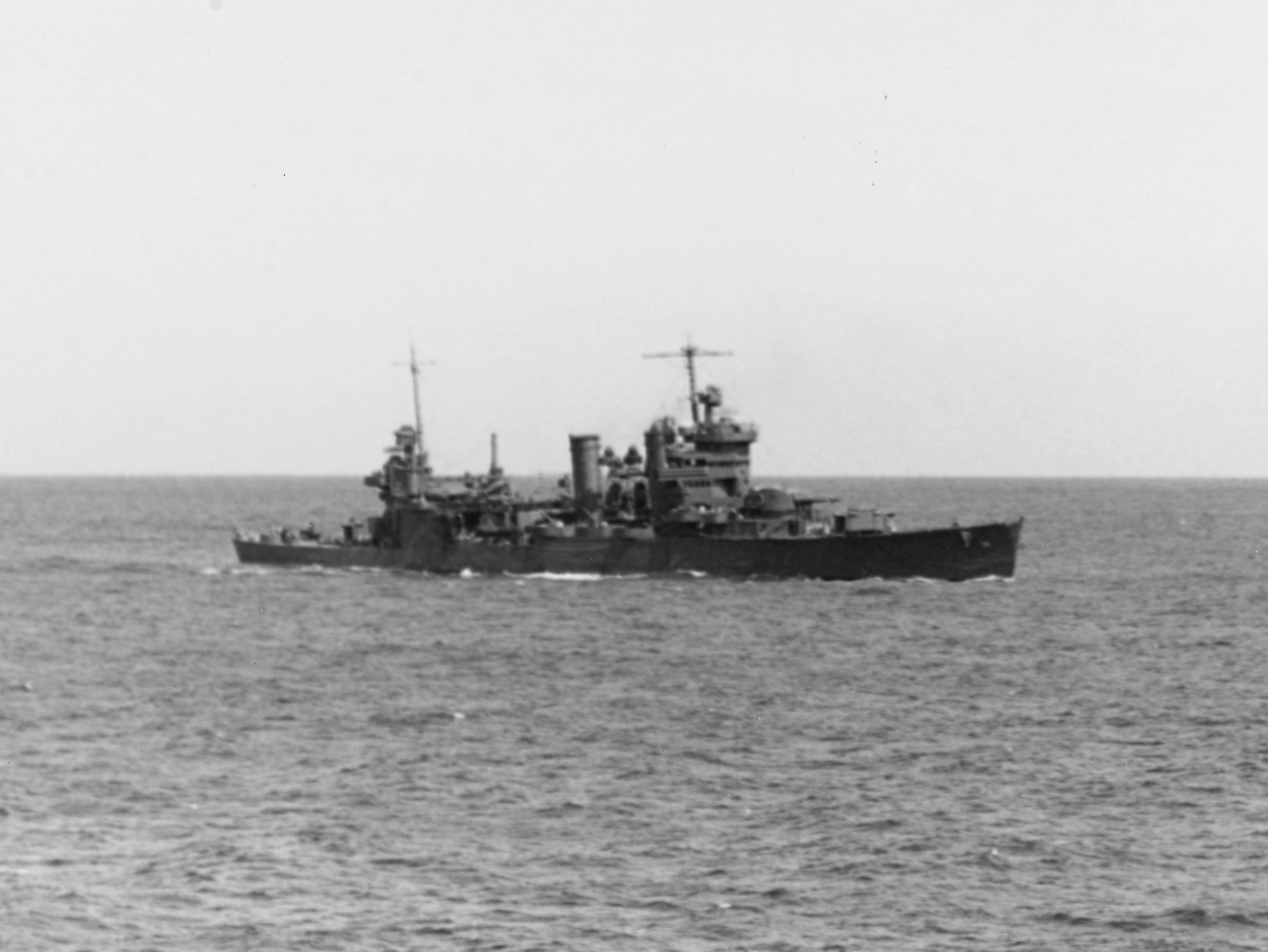
戦没3日前の1942年8月6日に撮影されたアストリア

8月初め、アストリアは第62.3任務群に加わり、ウォッチタワー作戦を支援することとなった。フランク・J・フレッチャー中将が空母機動部隊と遠征部隊の双方の指揮を執り、上陸作戦部隊司令官は元アストリア艦長のリッチモンド・K・ターナー少将、上陸部隊総指揮官はアレクサンダー・ヴァンデグリフト少将、掩護部隊指揮官はヴィクター・クラッチレー少将であった。上陸作戦をフレッチャー提督が指揮する空母3隻（「サラトガ」「エンタープライズ」「ワスプ」）と戦艦「ノースカロライナ (USS North Carolina, BB-55) 」および護衛の巡洋艦や駆逐艦部隊が支援していた。
8月7日朝、アストリア以下の巡洋艦群はガダルカナル島沖に到着し、ガダルカナル島、ツラギ島（フロリダ諸島）など島嶼に対する上陸作戦全般を支援した（ガダルカナル島攻防戦、フロリダ諸島の戦い）。
上陸作戦が開始されるとラバウルから日本海軍の攻撃隊（一式陸上攻撃機27、零戦17、艦爆9）が飛来した。連合軍側は、フレッチャー機動部隊から派遣されたF4F 戦闘機と、各艦の対空砲火で応戦した。駆逐艦「マグフォード (USS Mugford，DD-389) 」が損傷しただけで、輸送船団は無事だった。
その後、クラッチレー提督が指揮する掩護部隊は3つのグループ（北方隊、南方隊、東方隊）に分かれて哨戒をおこなう計画であった。ガダルカナル島ルンガ泊地とフロリダ諸島の連合軍輸送船団に対する敵襲に備えたが、8月7日夜～8月8日朝にかけては平穏無事にすぎた。
8月8日昼間になると、ラバウル航空隊の一式陸攻23機と零戦15機がやってきた。空襲で兵員輸送艦「ジョージ・F・エリオット (USS George F. Elliott, AP-13) 」が炎上して雷撃処分され（三川艦隊襲撃時点では炎上中）、北方部隊の駆逐艦「ジャーヴィス (USS Jarvis, DD-393) 」が中破した。F4Fは9機が失われた。
フレッチャー提督の機動部部隊（空母3、戦艦1、巡洋艦6、駆逐艦16）は「燃料不足」を懸念し、存在しない日本軍正規空母に恐れをなして、引き揚げていった。
連合軍輸送船団の揚陸作業中止と撤退を迫られたターナー提督は、ガ島陸上にいたヴァンデクリフト少将と、重巡「オーストラリア」艦上のクラッチレー少将を輸送船（旗艦）「マコーレー号」に召喚する。連合軍の指揮官たちは前後策を協議し、撤退の方針を決めた。
同日夜の北方隊は、重巡「ヴィンセンス (USS Vincennes, CA-44) 」「クインシー (USS Quincy, CA-39) 」「アストリア」、駆逐艦「ヘルム (USS Helm，DD-388) 」「ウィルソン (USS Wilson，DD-408) 」「ラルフ・タルボット (USS Ralph Talbot，DD-390) 」であり、サボ島とフロリダ諸島間の海域にいた。
同日深夜から9日未明にかけて、第八艦隊（司令長官・三川軍一中将、参謀長・大西新蔵少将、先任参謀・神重徳大佐）の8隻が、サボ島西方からガダルカナル島沖に入ってきた。
三川艦隊はサボ島西方を進み、まず南方部隊に襲いかかって勝利をおさめた。撃破された南方部隊は警報を発しなかったか、他のグループの受信状態が芳しくなかったか、ともかく異変を周囲に知らしめることはなかった。三川艦隊は些細なミスから鳥海隊（「鳥海」「青葉」「衣笠」「加古」）、古鷹隊（「古鷹」「天龍」「夕張」）、駆逐艦「夕凪」に三分割され、このうち鳥海隊と古鷹隊が北方隊（「ヴィンセンス」「クインシー」「アストリア」「ウィルソン」「ヘルム」）に迫りつつあった。襲撃前、グリーマン大佐（アストリア艦長）は連日の作戦と対空戦闘で疲労の極みにあったので、就寝中であった。アストリアは同夜の連合軍重巡の中で最もよく戦闘準備を整えていたが、万全の状態ではなかった。
鳥海隊はサーチライトで北方隊を照射し、「鳥海」がアストリアを、「青葉」が「クインシー」を、「加古」が「ヴィンセンス」を認めた。リーフコール大佐（ヴィンセンス艦長）は「照射をやめよ、われら味方なり」と打電しようとしたが、まもなく同艦に20cm砲弾が命中して炎上した。「クインシー」も砲撃により炎上し、周囲を明るく照らし出して良い目標となった。前から3番目を航行していたアストリアは、水上機からの照明弾投下をみて砲術長が戦闘配置を命じていた。さらに前方艦（「ヴィンセンス」「クインシー」）に対する弾着を見て「那智型重巡洋艦」に対し主砲の斉射を開始した。相手は「鳥海」であったと思われ、また「鳥海」もアストリアを砲撃した。ところが起床して艦橋にかけつけたグリーマン艦長は、同士討ちと判断して射撃中止を命じた。艦長以下、少なくない者が同士討ちをしたと判断した。再び砲撃を再開したが、「鳥海」の第五斉射により20センチ砲弾4発がアストリアの中央部に命中し、飛行機格納庫を炎上させた。そこからは三川艦隊各艦から一方的に撃たれ始めた。砲塔が破壊され、機関部も破壊されて乗組員多数が戦死、速力が低下した。鳥海艦上で観戦していた丹羽文雄報道班員は「東京両国の花火大会のようだった」と記録している。
アストリアが、前方でのた打ち回っている「クインシー」を避けて追い越したその時、「衣笠」のサーチライトがアストリアを捉え、猛然と砲撃してきた。さらに被害が増えたアストリアは「衣笠」に対して2番砲塔で最後の反撃を行い、これが「鳥海」の第一砲塔に命中した。
三川艦隊は高速で去っていき、アストリアはコントロールを失いつつ南に向かったが、やがてすべての動力が止まった。3時ごろまでには、70名の負傷者を含む約400名の乗組員が船首楼甲板に集まった。アストリアはおよそ65発も被弾しており、依然炎上していた。乗組員はバケツリレーで消火にあたり、負傷者は艦長室に移送された。駆逐艦「バッグレイ (USS Bagley, DD-386) 」が接近し、アストリア艦長をふくむ大半の乗組員を収容した。「バッグレイ」がアストリアから離れた瞬間に、アストリアの艦尾で懐中電灯の信号がつけられ、生存者が残っていることがわかった。
「バッグレイ」がアストリアの周辺を警戒しているうちに、「ヴィンセンス」の生存者が乗ったいかだを発見した。いかだを収容した「バッグレイ」は再びアストリアの傍らに戻り、アストリア幹部（艦長、副長、機関長）がアストリアに移乗して損傷具合を確かめた。助かる見込みがあると判断し、グリーンマン艦長は決死隊を募る。約300名のアストリア乗組員がバケツリレーの援軍として志願し、アストリアに乗り移ると消火作業の一方で排水を行ったり戦死者を水葬にする準備も行った。7時ごろ、掃海駆逐艦「ホプキンス (USS Hopkins, DMS-13) 」も駆けつけ、アストリアをガ島の浅い海域まで曳航する準備に取り掛かった。「ウィルソン」も9時ごろから消火と排水の手伝い、10時過ぎに「ホプキンス」と「ウィルソン」はアストリアの曳航を開始した。

### 最期
ところがアストリアを曳航していた「ホプキンス」は橋頭堡の警戒任務を命じられ、曳航を中止した。「ウィルソン」は生存者を輸送船に移すために離れた。かわりに駆逐艦「ブキャナン (USS Buchanan, DD-484) 」が消火作業を引き継いだ。曳航のため、攻撃貨物輸送艦「アルチバ (USS Alchiba, AKA-6) 」が派遣されることになった。
午前11時頃、火薬庫で爆発がおこり、傾斜が増加した。水線下に開いた穴の補強が壊れ、傾斜を改善させる試みは全て無駄に終わった。「ブキャナン」はアストリアの右舷に位置した。ところが「ブキャナン」は日本軍潜水艦を追跡するため救援作業を中断し、救命筏と、2隻の動力艦載艇をのこして去った。「アルチバ」が到着して救助作業を引き継いだ。そうこうしているうちにアストリアは転覆し、12時15分に完全に沈没した。アストリア乗組員（士官83名、兵員989名）のうち、戦死者は216名、負傷者は186名だった。
ちなみに、ガダルカナル島上陸作戦の総指揮を執っていたのはターナー提督である。前述のように、かつて斎藤大使の遺骨を日本に送り届けた時点でのアストリア艦長がターナーであった。アストリアの将校の中には「駆逐艦がアストリアの曳航に消極的だった」という不満を持つ者もいるが、ターナーは駆逐艦による曳航が困難だったことを認め「アストリアをサボ島に座礁させ、その上に放棄して日本軍に捕獲に任せることは軍事的愚行の最たるものである。アストリアは鉄底海峡の海底に放置される方が、サボ島にのしあげさせられるようにも、はるかにましだった」と述べている。
10月13日、アメリカ合衆国海軍省は第一次ソロモン海戦において、本艦ふくめニューオリンズ級重巡3隻が沈没したことを公表した。「アストリア」は第二次世界大戦の戦功で3個の従軍星章を受章した。
2019年1月30日、サボ島に眠る本艦を故ポール・アレンの調査チームが「ヴィンセンス」ともに発見したことが明らかになった。